# 紫绿红景天
紫绿红景天（学名：Rhodiola purpureoviridis）为景天科红景天属的植物，为中国的特有植物。分布于中国大陆的四川、云南等地，生长于海拔2,500米至4,100米的地区，多生长于山地草坡上或林边，目前尚未由人工引种栽培。

## 别名
紫绿景天（拉汉种子植物名称）